# Coffea
Coffea L., 1753 è un genere di piante della famiglia delle Rubiacee
, comprendente oltre 130 specie di piccoli alberi e arbusti, alcune delle quali sono coltivate per la produzione del caffè.

## Distribuzione e habitat
Il genere è nativo dell'Africa subsahariana, dell'Asia tropicale e dell'Australia settentrionale. I centri di maggiore biodiversità sono il Camerun, la Tanzania e il Madagascar.

## Tassonomia
Il genere comprende le seguenti specie:
- Coffea abbayesii J.-F.Leroy, 1961
- Coffea affinis De Wild., 1904
- Coffea alleizettii Dubard, 1907
- Coffea ambanjensis J.-F.Leroy, 1961
- Coffea ambongensis J.-F.Leroy ex A.P.Davis & Rakotonas., 2008
- Coffea andrambovatensis J.-F.Leroy, 1962
- Coffea ankaranensis J.-F.Leroy, 2001
- Coffea anthonyi Stoff. & F.Anthony, 2009
- Coffea arabica L., 1753
- Coffea arenesiana J.-F.Leroy, 1961
- Coffea augagneurii Dubard, 1906
- Coffea bakossii Cheek & Bridson, 2002
- Coffea benghalensis B.Heyne ex Schult., 1819
- Coffea bertrandii A.Chev., 1937
- Coffea betamponensis Portères & J.-F.Leroy, 1962
- Coffea bissetiae A.P.Davis & Rakotonas., 2008
- Coffea boinensis A.P.Davis & Rakotonas., 2008
- Coffea boiviniana (Baill.) Drake, 1897
- Coffea bonnieri Dubard, 1905
- Coffea brassii (J.-F.Leroy) A.P.Davis, 2010
- Coffea brevipes Hiern, 1876
- Coffea bridsoniae A.P.Davis & Mvungi, 2004
- Coffea buxifolia A.Chev., 1929
- Coffea callmanderi A.P.Davis & Rakotonas., 2021
- Coffea canephora Pierre ex A.Froehner, 1897
- Coffea carrissoi A.Chev., 1939
- Coffea charrieriana Stoffelen, 2008
- Coffea cochinchinensis Pierre ex Pit., 1924
- Coffea commersoniana (Baill.) A.Chev., 1938
- Coffea congensis A.Froehner, 1897
- Coffea costatifructa Bridson, 1994
- Coffea coursiana J.-F.Leroy, 1961
- Coffea dactylifera Robbr. & Stoff., 1999
- Coffea darainensis A.P.Davis & Rakotonas., 2021
- Coffea decaryana J.-F.Leroy, 1961
- Coffea dubardii Jum., 1933
- Coffea ebracteolata (Hiern) Brenan, 1953
- Coffea eugenioides S.Moore, 1907
- Coffea fadenii Bridson, 1982
- Coffea farafanganensis J.-F.Leroy, 1961
- Coffea floresiana Boerl., 1891
- Coffea fotsoana Stoff. & Sonké, 2004
- Coffea fragilis J.-F.Leroy, 1961
- Coffea fragrans Wall. ex Hook.f., 1880
- Coffea gallienii Dubard, 1905
- Coffea grevei Drake ex A.Chev., 1938
- Coffea heimii J.-F.Leroy, 1962
- Coffea × heterocalyx Stoff., 1997
- Coffea homollei J.-F.Leroy, 1961
- Coffea horsfieldiana Miq., 1857
- Coffea humbertii J.-F.Leroy, 1961
- Coffea humblotiana Baill., 1885
- Coffea humilis A.Chev., 1907
- Coffea jumellei J.-F.Leroy, 1972
- Coffea kalobinonensis A.P.Davis & Rakotonas., 2021
- Coffea kapakata (A.Chev. Bridson, 1994
- Coffea kianjavatensis J.-F.Leroy, 1972
- Coffea kihansiensis A.P.Davis & Mvungi, 2004
- Coffea kimbozensis Bridson, 1994
- Coffea kivuensis Lebrun, 1932
- Coffea labatii A.P.Davis & Rakotonas., 2008
- Coffea lancifolia A.Chev., 1938
- Coffea lebruniana Germ. & Kesler, 1955
- Coffea leonimontana Stoff., 1997
- Coffea leroyi A.P.Davis, 2000
- Coffea liaudii J.-F.Leroy ex A.P.Davis, 2000
- Coffea liberica Hiern, 1876
- Coffea ligustroides S.Moore, 1911
- Coffea littoralis A.P.Davis & Rakotonas., 2001
- Coffea lulandoensis Bridson, 1994
- Coffea mabesae (Elmer) J.-F.Leroy, 1962
- Coffea macrocarpa A.Rich., 1834
- Coffea madurensis Teijsm. & Binn. ex Koord., 1900
- Coffea magnistipula Stoff. & Robbr., 1997
- Coffea malabarica (Sivar., Biju & P.Mathew) A.P.Davis, 2010
- Coffea mangoroensis Portères, 1962
- Coffea mannii (Hook.f.) A.P.Davis, 2011
- Coffea manombensis A.P.Davis, 2000
- Coffea mapiana Sonké, Nguembou & A.P.Davis, 2006
- Coffea mauritiana Lam., 1785
- Coffea mayombensis A.Chev., 1939
- Coffea mcphersonii A.P.Davis & Rakotonas., 2001
- Coffea melanocarpa Welw. ex Hiern, 1876
- Coffea merguensis Ridl., 1920
- Coffea microdubardii A.P.Davis & Rakotonas., 2021
- Coffea millotii J.-F.Leroy, 1961
- Coffea minutiflora A.P.Davis & Rakotonas., 2003
- Coffea mogenetii Dubard, 1905
- Coffea mongensis Bridson, 1982
- Coffea montekupensis Stoff., 1997
- Coffea montis-sacri A.P.Davis, 2001
- Coffea moratii J.-F.Leroy ex A.P.Davis & Rakotonas., 2003
- Coffea mufindiensis Hutch. ex Bridson, 1982
- Coffea myrtifolia (A.Rich. ex DC.) J.-F.LeroyBull., 1984
- Coffea namorokensis A.P.Davis & Rakotonas., 2008
- Coffea neobridsoniae A.P.Davis, 2010
- Coffea neoleroyi A.P.Davis, 2010
- Coffea perrieri Drake ex Jum. & H.PerrierAnn., 1910
- Coffea pervilleana (Baill.) Drake, 1897
- Coffea pocsii Bridson, 1994
- Coffea pseudozanguebariae Bridson, 1982
- Coffea pterocarpa A.P.Davis & Rakotonas., 2008
- Coffea pustulata A.P.Davis & Rakotonas., 2021
- Coffea racemosa Lour., 1790
- Coffea rakotonasoloi A.P.Davis, 2001
- Coffea ratsimamangae J.-F.Leroy ex A.P.Davis & Rakotonas., 2001
- Coffea resinosa (Hook.f.) Radlk., 1883
- Coffea rhamnifolia (Chiov.) Bridson, 1983
- Coffea richardii J.-F.Leroy, 1961
- Coffea rizetiana Stoff. & Noirot, 2021
- Coffea rupicola A.P.Davis & Rakotonas., 2021
- Coffea sahafaryensis J.-F.Leroy, 1962
- Coffea sakarahae J.-F.Leroy, 1962
- Coffea salvatrix Swynn. & Philipson, 1936
- Coffea sambavensis J.-F.Leroy ex A.P.Davis & Rakotonas., 2001
- Coffea sapinii (De Wild.) A.P.Davis, 2010
- Coffea schliebenii Bridson, 1994
- Coffea semsei (Bridson) A.P.Davis, 2010
- Coffea sessiliflora Bridson, 1986
- Coffea stenophylla G.Don, 1834
- Coffea tetragona Jum. & H.Perrier, 1910
- Coffea togoensis A.Chev., 1939
- Coffea toshii A.P.Davis & Rakotonas., 2010
- Coffea travancorensis Wight & Arn., 1834
- Coffea tricalysioides J.-F.Leroy, 1961
- Coffea tsirananae J.-F.Leroy, 1972
- Coffea vatovavyensis J.-F.Leroy, 1962
- Coffea vavateninensis J.-F.Leroy, 1962
- Coffea vianneyi J.-F.Leroy, 1962
- Coffea vohemarensis A.P.Davis & Rakotonas., 2003
- Coffea wightiana Wall. ex Wight & Arn., 1834
- Coffea zanguebariae Lour., 1790

Le specie più importanti per l'economia umana sono tre: Coffea arabica, la specie di più antica domesticazione; Coffea canephora (sin. Coffea robusta), la specie più ampiamente coltivata;
Coffea liberica.
Ci sono numerose altre specie che vengono coltivate in specifiche regioni geografiche; tra esse menzioniamo:
Coffea mauritiana, Coffea racemosa, Coffea stenophylla.